# Universidad Privada Antenor Orrego
Universidad Privada Antenor Orrego/ UPAO - prywatny uniwersytet znajdujący się w mieście Trujillo w Peru.

## Wydziały UPAO

### Wydział 01 - Inżynieria
- Elektrotechnika
- Informatyka
- Inżynieria lądowa
- Inżynieria oprogramowania
- Telekomunikacja

### Wydział 02 - Agronomia
- Medycyna weterynaryjna

### Wydział 03 - Medycyna
- Medycyna
- Stomatologia
- Psychologia

### Wydział 04 - Ekonomia
- Rachunkowość
- Ekonomia

### Wydział 05 - Zdrowie publiczne
- Położnictwo
- Pielęgnowanie

## Kontakt Międzynarodowy i współpraca
- Hochschule Merseburg (FH), Merseburg, Saksonia-Anhalt, Niemcy
- Hochschule Fulda (FH), Fulda, Hesja, Niemcy